# Harry Leitch
Harry Leitch (* 14. Februar 1985 in Edinburgh) ist ein schottischer Squashspieler und Stammzellenforscher.

## Karriere
Harry Leitch nahm mit der schottischen Nationalmannschaft in den Jahren 2005, 2007 und 2011 an der Weltmeisterschaft sowie mehrfach an Europameisterschaften teil. Im Einzel stand er 2005 im Hauptfeld der Europameisterschaft, wo er nicht über die erste Runde hinaus kam. An der Seite von John White erreichte er 2006 bei den Weltmeisterschaften im Doppel das Viertelfinale.
Dreimal gehörte Leitch zum schottischen Kader bei Commonwealth Games. 2006 schied er abermals mit John White im Viertelfinale der Doppelkonkurrenz aus, im Einzel erreichte er die zweite Runde. Dieselben Resultate erzielte er 2010 im Einzel und erreichte im Mixed das Viertelfinale, während er im Doppel mit Alan Clyne nach einer Halbfinalniederlage und einer weiteren Niederlage im Spiel um Bronze einen Medaillengewinn knapp verpasste. Vier Jahre später trat er nur noch im Doppel an und wurde mit Alan Clyne erneut Vierter. Er bestritt über 60 Partien für die schottische Nationalmannschaft.
Leitch schloss 2007 ein Studium der Naturwissenschaften an der University of Cambridge ab. Im Anschluss erwarb er in einem dualen Studium einen MB/PhD und erhielt ein Forschungsstipendium am Wolfson College. Parallel lehrte er am Fitzwilliam College. Mittlerweile forscht er am MRC London Institute of Medical Sciences und lehrt am Imperial College London.